# Símbolo nacional

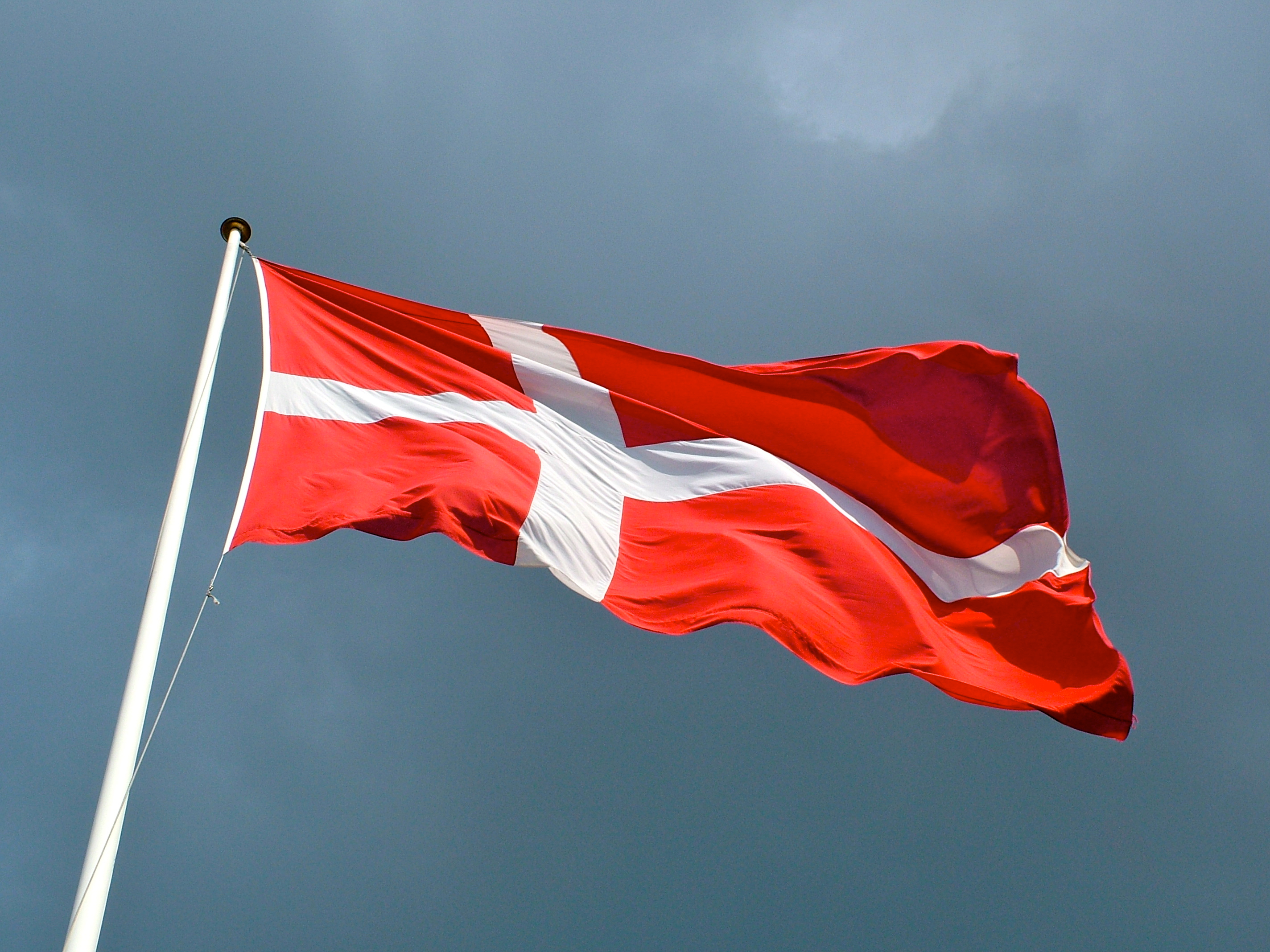
La bandera de Dinamarca, símbolo nacional del país.

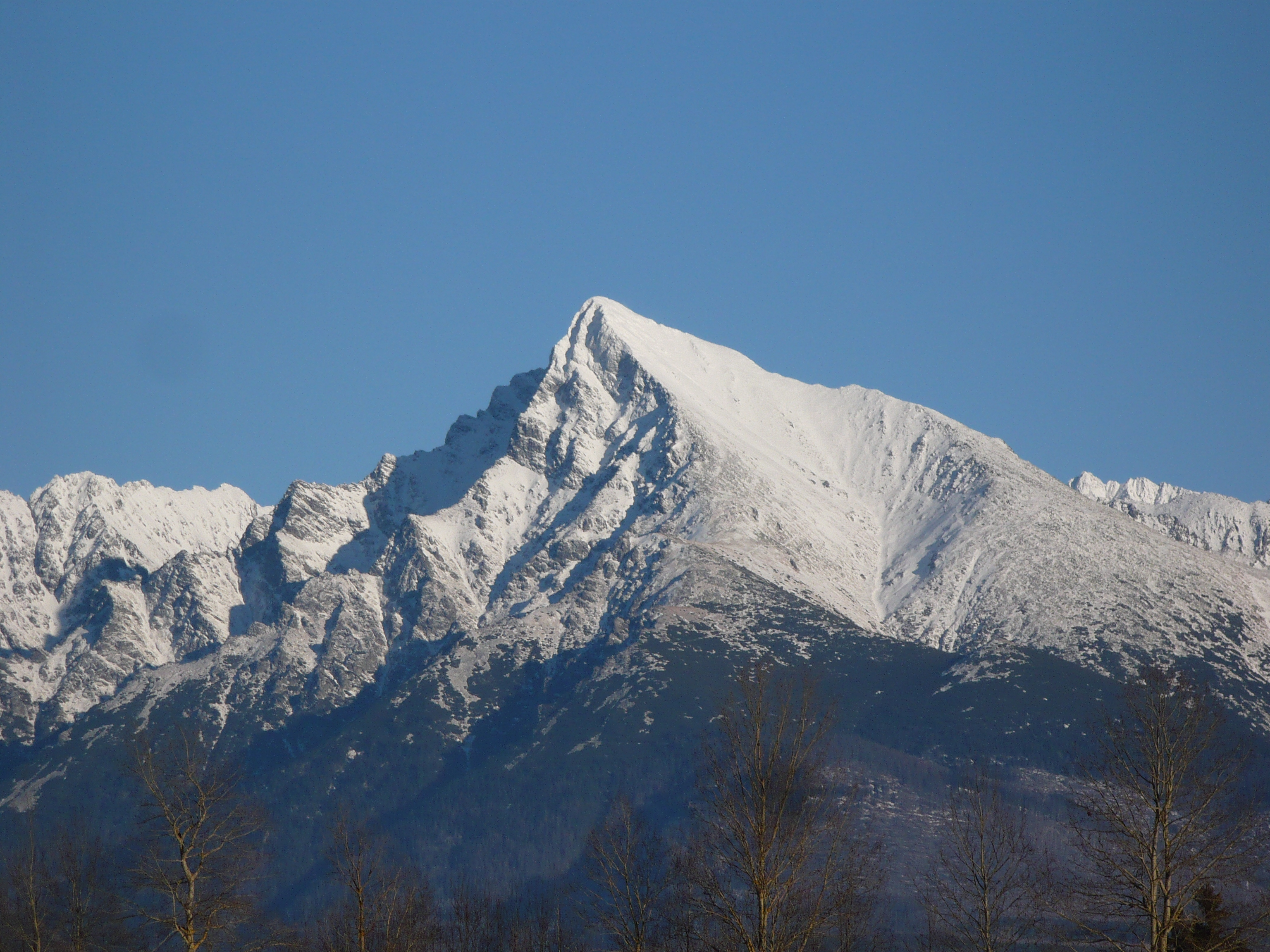
Pico Kriváň, un símbolo de Eslovaquia, representado en sus monedas de euro.

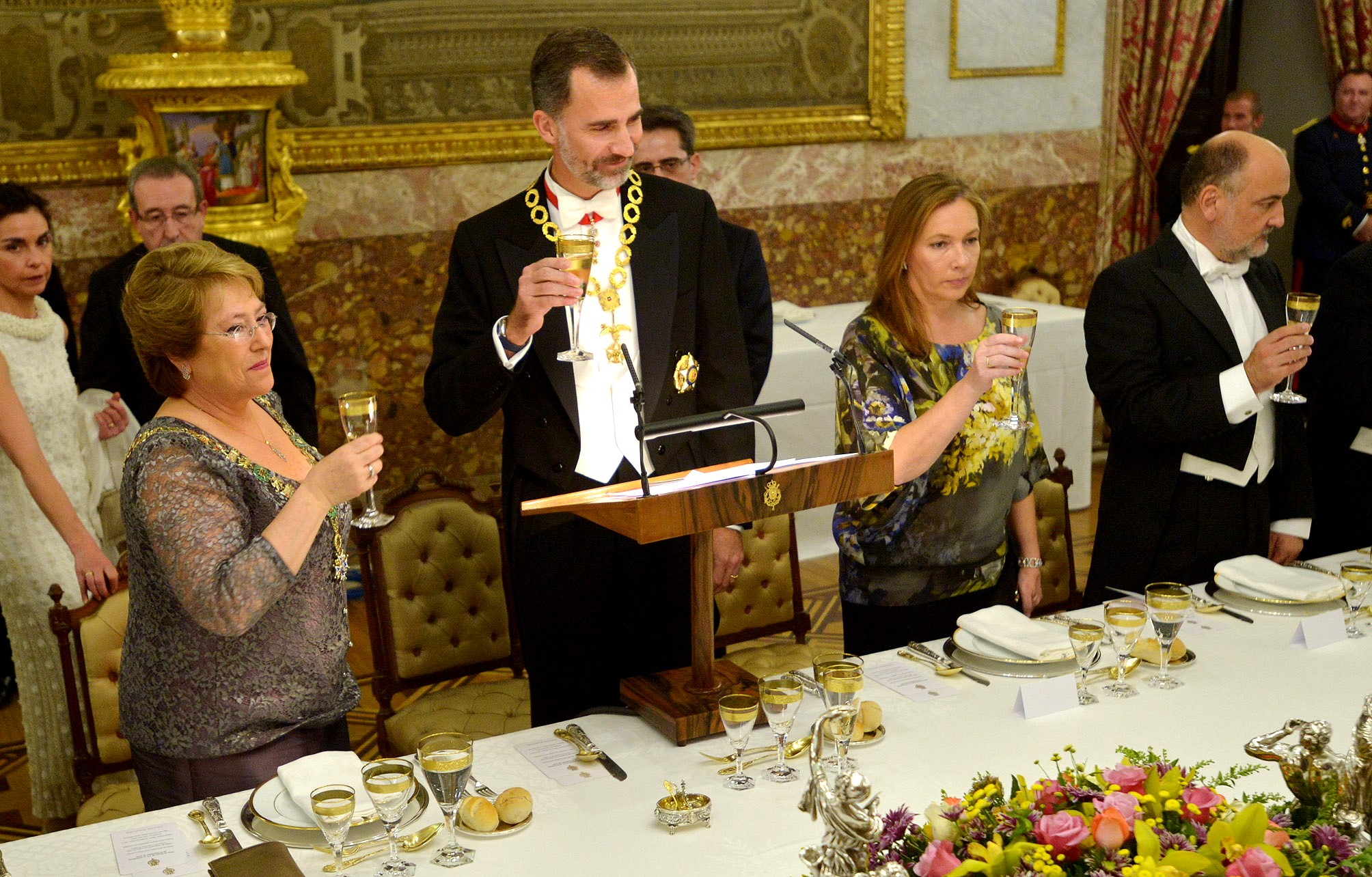
El rey Felipe VI de España y Michelle Bachelet, la antigua presidenta de Chile, ambos jefes de Estado de sus respectivos países, y por tanto, símbolos nacionales.

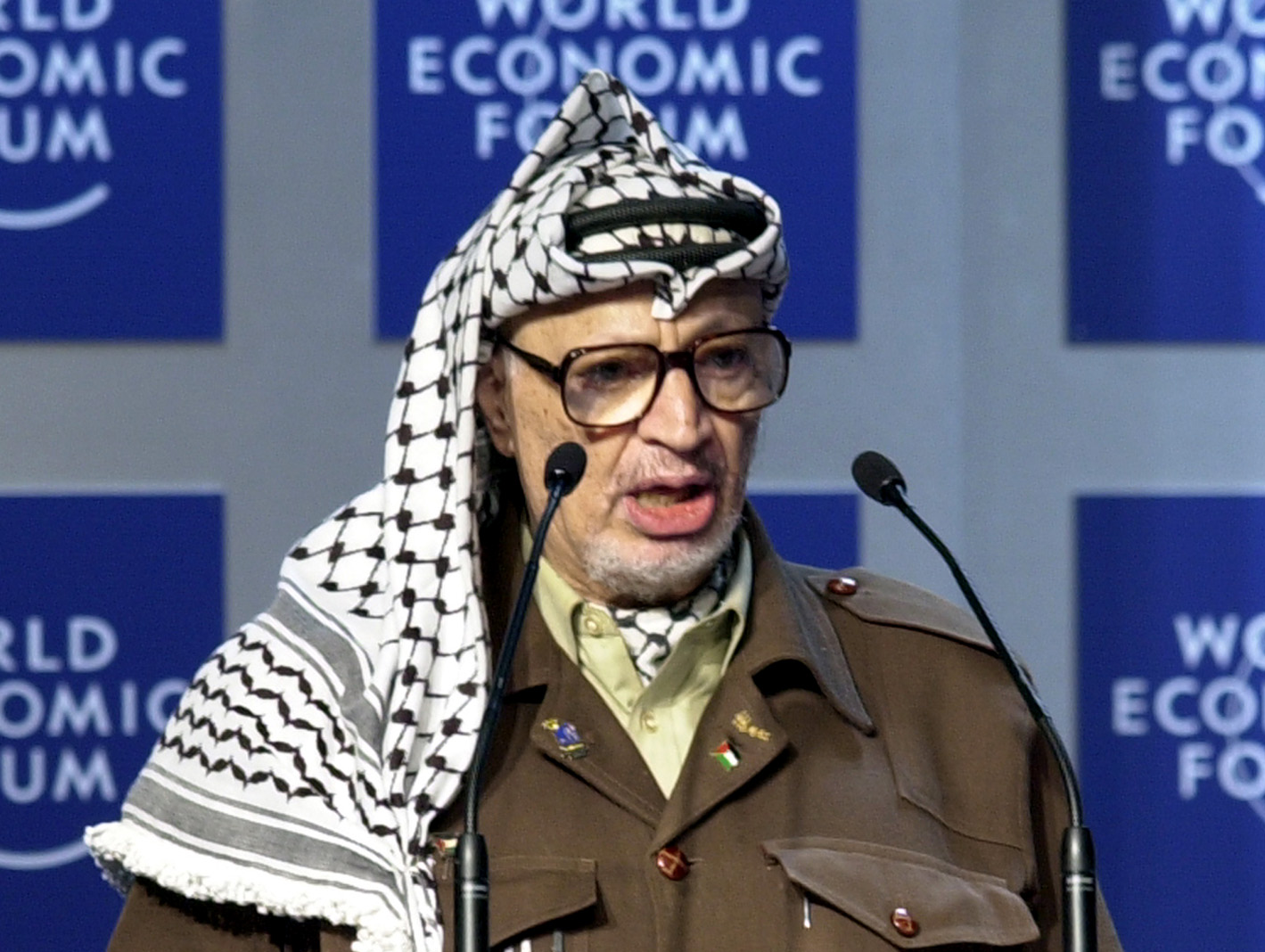
El kufiya, o pañuelo palestino, símbolo nacional de Palestina.

Los símbolos nacionales o símbolos patrios son aquellos que representan a Estados, municipios, naciones y países, y así son reconocidos por otros Estados y países.
Generalmente estos símbolos se formulan a partir de representaciones visuales o verbales que pretenden difundir los valores de la historia o de los personajes célebres del país.

## Símbolos nacionales habituales
Algunos símbolos nacionales oficiales pueden ser:
- La bandera o el estandarte de un Estado-nación;
- El escudo de armas o el sello del país o de la dinastía reinante;
- El jefe de Estado, particularmente en una monarquía;
- El árbol nacional;
- El himno nacional;
- El lema nacional;
- El santo patrón;
- La flor nacional;
- El plato nacional;
- El traje nacional;
- Los colores nacionales;
- Símbolos abstractos.

También es habitual la incorporación de otros elementos como símbolos de un país, a menudo sin carácter oficial. Esto puede ocurrir con el traje típico, el plato típico, una fiesta popular, un monumento (ya sea natural o artificial), el mito o epopeya nacional, un personaje histórico (por ejemplo, el fundador de la nación, aunque también puede ser un escritor, un deportista u otra figura de renombre), una personificación del país, una especie animal o vegetal (o bien una flor o un fruto).
La moneda nacional no se considera como un símbolo patrio. Sin embargo, las monedas y billetes pueden incorporar representaciones de símbolos nacionales, como un monumento o la cabeza del monarca o de un personaje histórico.